# Schauplatz Der Englischen See-Räuber
Schauplatz Der Englischen See-Räuber ist der Titel der 1728 in Goslar erschienenen deutschen Übersetzung des Buches A General History of the Robberies and Murders of the most notorious Pyrates („Eine allgemeine Geschichte der Räubereien und Morde der berüchtigtsten Piraten“) aus dem Jahr 1724. Das Werk enthält Biographien namhafter englischer Piraten und beeinflusste maßgeblich das populäre Bild des Piraten. Es ist eine der am meisten genannten Quellen bei Biographien englischer Piraten. Die Identität des Autors Captain Charles Johnson ist ungeklärt. Von einem Kapitän dieses Namens fehlen historische Aufzeichnungen. Man geht daher davon aus, dass der Verfassername ein Pseudonym ist.

## Verfasser
Der Verfasser Captain Charles Johnson zeigt gute Kenntnisse über die Sprache und das Leben der Seeleute. 1934 vertrat der amerikanische Literaturwissenschaftler und Defoe-Spezialist John Robert Moore die These, dass es sich bei dem Verfassernamen um ein Pseudonym des englischen Schriftstellers Daniel Defoe handele. Moores Studie und sein Ruf als Defoe-Spezialist führten dazu, dass die meisten Bibliotheken die General History unter Defoes Namen katalogisierten. Obwohl das Werk bis heute verbreitet unter dem Namen Defoes geführt wird, gilt dessen Urheberschaft in der Geschichts- und Literaturwissenschaft mittlerweile als widerlegt. Nach einer These des Kieler Historikers Arne Bialuschewski von 1999 kommt der englische Journalist Nathaniel Mist als wahrscheinlichster Autor in Frage.

## Inhalt
Der erste 1724 in London erschienene Band beschäftigt sich hauptsächlich mit den Piraten des frühen 18. Jahrhunderts, des „Goldenen Zeitalters der Piraterie“, wie Henry Avery, James Martel, Blackbeard, Stede Bonnet, Edward England, Charles Vane, „Calico Jack“ Rackham, Mary Read, Anne Bonny, Howell Davis, „Black Bart“ Roberts, Thomas Anstis, Richard Worley, George Lowther, Edward Low, John Evans, John Phillips, Francis Spriggs und Philip Roche. Hierbei hielt sich der Autor vorgeblich an Gerichtsakten der Admiralität, Logbücher und Befragungen. Der erste Verleger, Charles Rivington, betonte die Tatsache, dass die Auflistung auch Geschichten um „die bemerkenswerten Taten und Abenteuer der beiden weiblichen Piraten, Mary Read und Anne Bonny“ enthielt.
Es kann nicht mehr nachvollzogen werden, welche Angaben historischen Begebenheiten entsprechen und welche der Fantasie des Autors oder seiner Gewährsleute entsprungen sind. Bereits wenige Monate später erschien eine zweite Ausgabe, umfassend erweitert und wohl aus weiteren Quellen zusammengestellt, unter dem Titel A General History of the Pyrates (London 1724). Das Buch erlebte weitere Ausgaben unter ähnlichen Titeln wie The history and lives of all the most notorious pirates, and their crews (London 1725), erweitert um die Biographie von John Gow alias Smith, und wurde bald in die vornehmsten europäischen Sprachen übersetzt. Eine kommentierte deutsche Übersetzung von Joachim Meier nach der englischen und der französischen Ausgabe erschien 1728 in Goslar.
Der bereits 1724 angekündigte zweite Band erschien 1728 in London. Dieser zweite Band behandelt die Heldentaten der piratischen Vorgänger einige Jahrzehnte zuvor, wie Thomas Tew, William Kidd, John Bowen, John Halsey, Thomas White, Thomas Howard, David Williams, Samuel Burgess, Nathaniel North, Christopher Condent, Samuel Bellamy und William Fly. Der Autor nimmt sogar die Biographien von drei Personen auf, die möglicherweise völlig fiktiv sind, wie die Kapitäne James Misson, Lewis und Cornelius. Auch bei der Beschreibung des Piratenstaats Libertatia handelt es sich vermutlich um reine Fiktion.
Das Buch prägte maßgeblich die gängigen Vorstellungen über Piraterie und lieferte die Musterbiographien vieler heute noch bekannter Piraten.

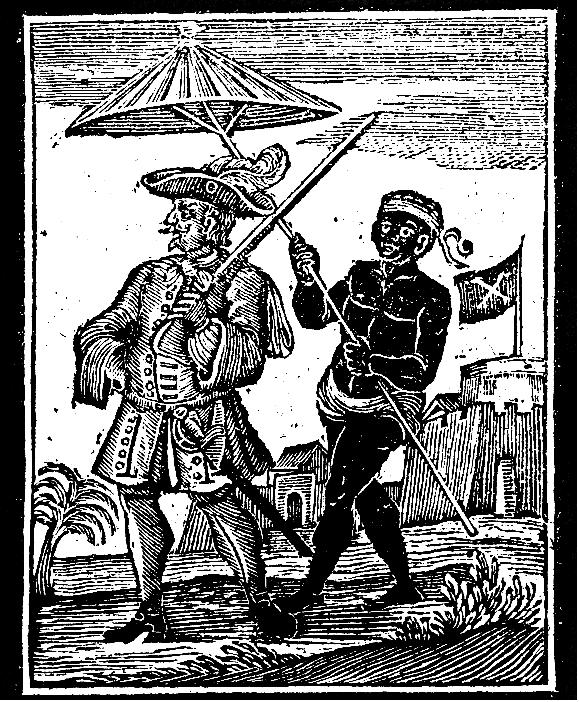
Henry Avery
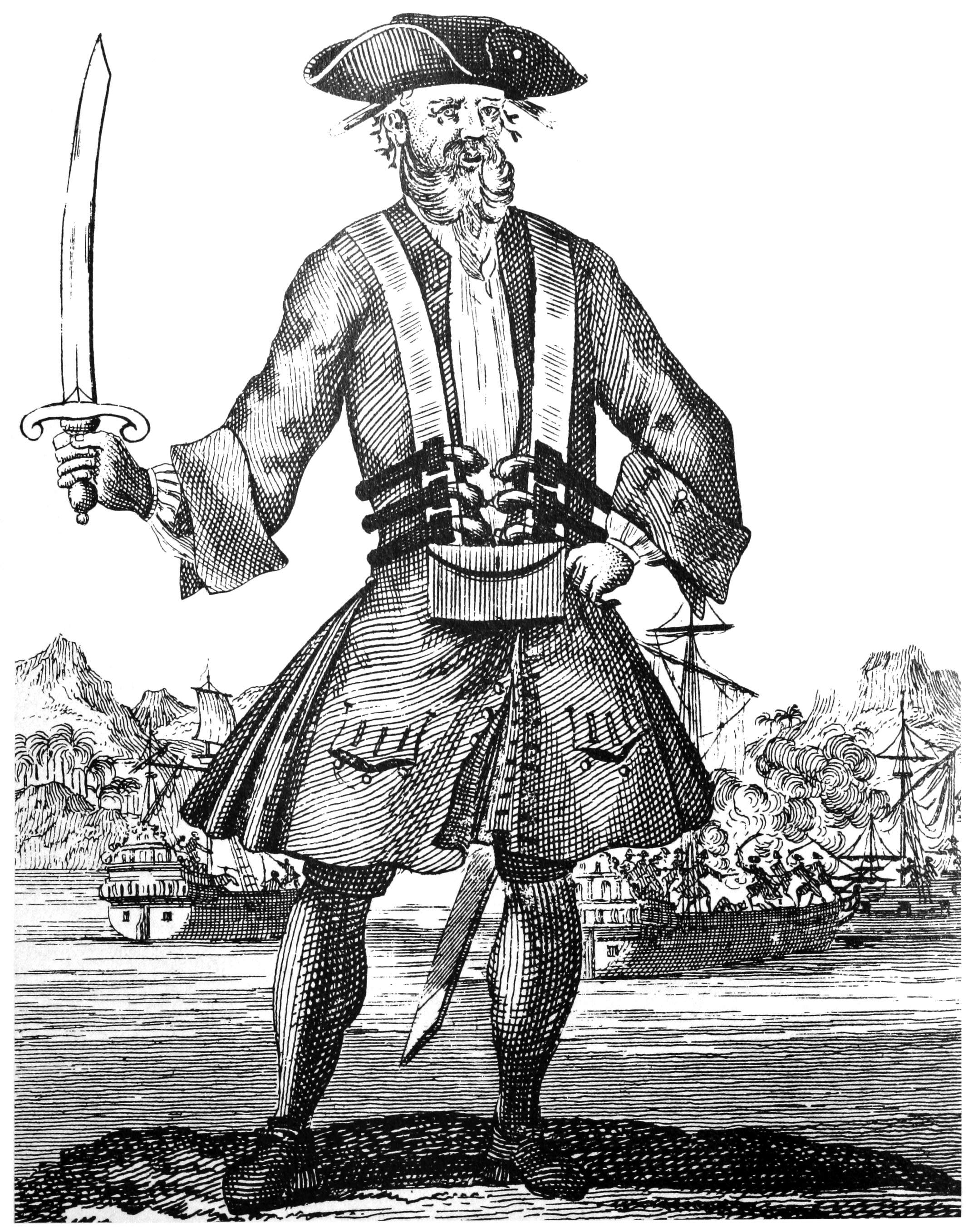
Edward Teach genannt Blackbeard
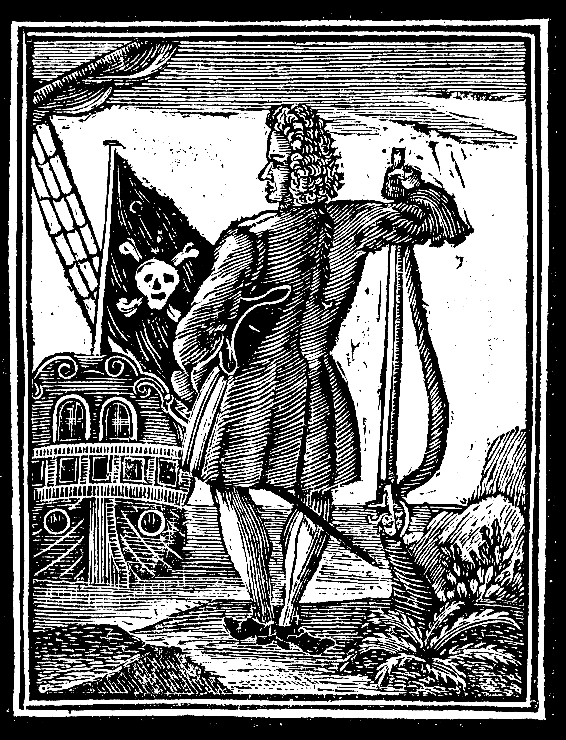
Stede Bonnet
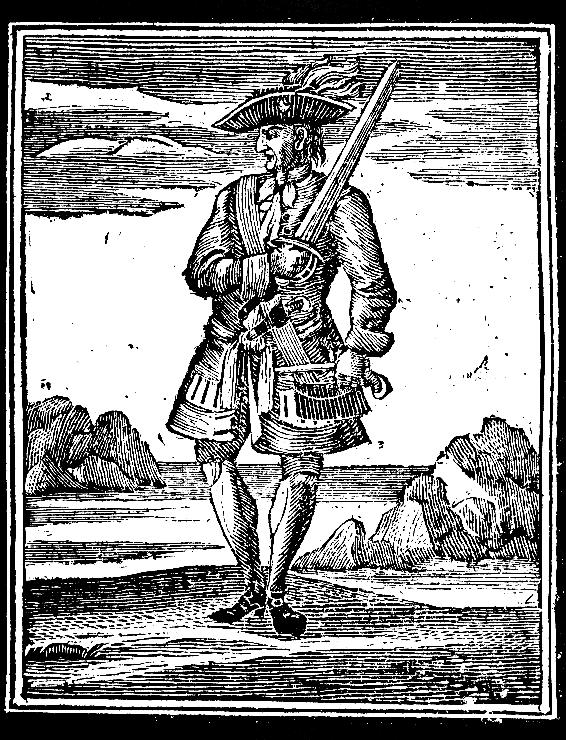
Calico Jack Rackham
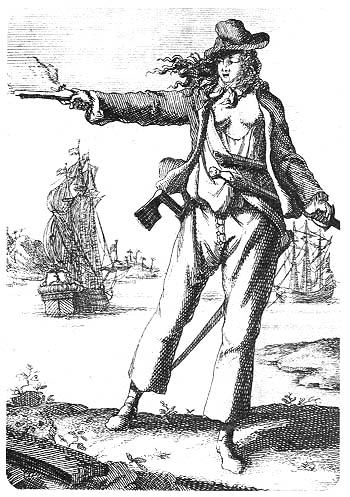
Anne Bonny
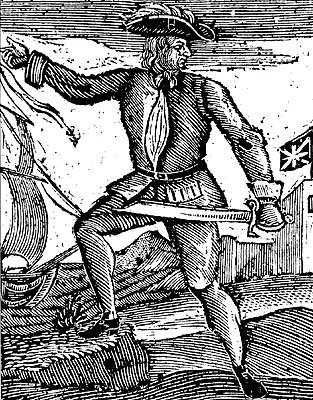
Howell Davis
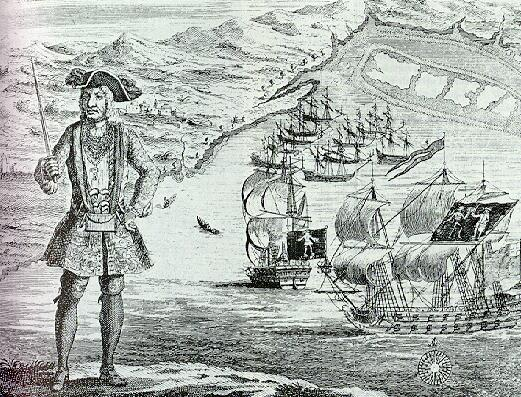
Bartholomew Roberts

## Belege
1. ↑  Daniel Defoe - alias Captain Charles Johnson (Memento vom 19. Dezember 2007 im Internet Archive). Ein Vergleich zwischen Defoe und Johnson (englisch).
2. ↑  Arne Bialuschewski: Daniel Defoe, Nathaniel Mist und die Seeräuber. Eine Studie zur Verfasserschaft und Entstehungsgeschichte der „General History of the Pyrates“, Kiel 1999, S. 6.